# ラブイズブーシェ
ラブイズブーシェ（欧字名:Love is Boo Shet、2009年3月24日 - ）は、日本の競走馬、種牡馬。主な勝ち鞍は2014年の函館記念。
馬名の意味は、「恋なんていらない」。

## 経歴

### 2歳（2011年）
デビューは10月8日の京都競馬場の芝1800m戦で10番人気5着。以降未勝利戦で2着2回も勝ちきれずに2歳シーズンを終えた。

### 3歳（2012年）
2歳12月から半年の休養を取り6月の阪神最終週の芝2200mに岩田康誠で臨み、2番人気に推されるが3着。直後に函館へ渡り三浦皇成に鞍上を戻すも芝2000mの未勝利戦で同様に2番人気3着。中1週で札幌芝2000mの未勝利戦で今度は1番人気の評価を受け先行するも2着に敗れる。ここから5ヶ月の休養を取り12月の中京芝2000mの500万条件戦以降は未勝利馬として格上挑戦することとなり、11番人気の低評価ながら古馬の1〜2勝馬相手に2着となる。

### 4歳（2013年）
ダート競走を1走した後、500万特別の熱田特別で初勝利。さらに2連勝する。1600万円までクラスが上がり2走して勝てなかったが、降級して再度1000万の北斗特別を勝ち、さらに1600万の五稜郭ステークスを勝つ。オープンにクラスが上がり、初重賞出走の函館競馬場で行われた札幌記念は10着。3か月休養後の福島記念3着。有馬記念は、武豊鞍上に12番人気の低評価を覆し4着。

### 5歳（2014年）
年明け初戦は日経新春杯を選択、3番人気に推されるもサトノノブレスの8着。小倉大賞典6着、福島民報杯5着を経て臨んだ目黒記念でマイネルメダリストの2着。中6週で臨んだ函館記念で重賞初制覇を飾る。札幌記念ではゴールドシップやハープスターなどの強豪相手に4着と好走。
11月の天皇賞（秋）でも4着だった。

### 6歳（2015年）
6歳シーズンは精彩を欠き、11月のアルゼンチン共和国杯8着を最後に現役を引退した。

### 引退後
引退後は熊本県熊本市の本田牧場で種牡馬となり、2019年からはレックススタッドに繋養された。種付け料は11万5000円（受胎条件）。その後、2021年にチェリーフィールズに移動しそこで供用されたが、同年8月3日付で転売不明の事由で種牡馬としての供用が停止された。
その後、山梨県北杜市のホースブリッジへ移動。2022年には、テレビ番組「Horse Eye きっとウマくいく」（6月15日放送分）に登場している。

## 競走成績
| 年月日     | 競馬場 | 競走名               | 格       | 頭数 | オッズ （人気） | オッズ （人気） | 着順 | 騎手     | 斤量 | 距離（馬場）  | タイム （上り3F） | タイム 差 | 勝ち馬/（2着馬）       |
| ---------- | ------ | -------------------- | -------- | ---- | --------------- | --------------- | ---- | -------- | ---- | ------------- | ----------------- | --------- | ---------------------- |
| 2011.10.08 | 京都   | 2歳新馬              |          | 11   | 099.2           | （10人）        | 05着 | 川須栄彦 | 54.0 | 芝1800m（良） | 1:50.0（34.5）    | -0.7      | プールマシェール       |
| 0000.10.23 | 京都   | 2歳未勝利            |          | 11   | 010.9           | 0（4人）        | 02着 | 岩田康誠 | 55.0 | 芝2000m（稍） | 2:02.2（35.0）    | -0.3      | ブライトライン         |
| 0000.12.18 | 中山   | 2歳未勝利            |          | 18   | 005.3           | 0（3人）        | 02着 | 三浦皇成 | 55.0 | 芝2000m（良） | 2:03.8（35.6）    | -0.1      | マイネルエクレウス     |
| 2012.06.23 | 阪神   | 3歳未勝利            |          | 18   | 003.7           | 0（2人）        | 03着 | 岩田康誠 | 56.0 | 芝2200m（良） | 2:15.7（36.3）    | -0.4      | フミノポールスター     |
| 0000.07.15 | 函館   | 3歳未勝利            |          | 16   | 003.3           | 0（2人）        | 03着 | 三浦皇成 | 56.0 | 芝2000m（良） | 2:03.9（36.6）    | -0.4      | ダノンキャスケード     |
| 0000.07.29 | 札幌   | 3歳未勝利            |          | 16   | 002.7           | 0（1人）        | 02着 | 三浦皇成 | 56.0 | 芝2400m（良） | 2:01.5（37.3）    | -0.2      | ゴールウェイ           |
| 0000.12.09 | 中京   | 栄特別               | 500万下  | 18   | 025.4           | （11人）        | 02着 | 古川吉洋 | 56.0 | 芝2000m（良） | 2:03.6（35.4）    | -0.0      | グランプリブラッド     |
| 2013.01.26 | 中京   | 4歳上500万下         |          | 12   | 006.8           | 0（3人）        | 07着 | 古川吉洋 | 56.0 | ダ1800m（稍） | 1:55.6（38.4）    | -1.5      | バンブーリバプール     |
| 0000.02.03 | 中京   | 熱田特別             | 500万下  | 11   | 008.3           | 0（3人）        | 01着 | 中舘英二 | 56.0 | 芝2000m（良） | 2:04.1（35.4）    | -0.1      | （ゴットマスタング）   |
| 0000.02.24 | 小倉   | 唐戸特別             | 500万下  | 11   | 004.1           | 0（2人）        | 01着 | 中舘英二 | 56.0 | 芝2000m（良） | 1:59.1（34.6）    | -0.0      | （テーオーレジェンド） |
| 0000.03.30 | 阪神   | 仲春特別             | 1000万下 | 13   | 002.8           | 0（1人）        | 01着 | 中舘英二 | 55.0 | 芝2000m（良） | 2:00.9（33.9）    | -0.0      | （ローゼンケーニッヒ） |
| 0000.04.27 | 京都   | 下鴨S                | 1600万下 | 14   | 008.4           | 0（4人）        | 11着 | 中舘英二 | 57.0 | 芝2000m（良） | 2:00.4（35.8）    | -1.4      | ユウキソルジャー       |
| 0000.05.19 | 京都   | 烏丸S                | 1600万下 | 12   | 023.2           | 0（8人）        | 04着 | 国分恭介 | 55.0 | 芝2400m（良） | 2:25.4（34.7）    | -0.4      | ニューダイナスティ     |
| 0000.06.16 | 函館   | 北斗特別             | 1000万下 | 16   | 006.6           | 0（4人）        | 01着 | 古川吉洋 | 57.0 | 芝1800m（良） | 1:46.2（34.8）    | -0.4      | （ローレルソラン）     |
| 0000.07.06 | 函館   | 五稜郭S              | 1600万下 | 16   | 002.2           | 0（1人）        | 01着 | 古川吉洋 | 56.0 | 芝2000m（良） | 2:02.1（35.0）    | -0.1      | （サクラボールド）     |
| 0000.08.18 | 函館   | 札幌記念             | GII      | 16   | 074.4           | （15人）        | 10着 | 古川吉洋 | 57.0 | 芝2000m（重） | 2:10.8（41.7）    | -4.3      | トウケイヘイロー       |
| 0000.11.17 | 福島   | 福島記念             | GIII     | 16   | 018.7           | 0（7人）        | 03着 | 古川吉洋 | 54.0 | 芝2000m（良） | 1:57.4（34.5）    | -0.1      | ダイワファルコン       |
| 0000.12.22 | 中山   | 有馬記念             | GI       | 16   | 063.7           | （12人）        | 04着 | 武豊     | 57.0 | 芝2500m（良） | 2:34.2（37.6）    | -1.9      | オルフェーヴル         |
| 2014.01.19 | 京都   | 日経新春杯           | GII      | 16   | 006.5           | 0（3人）        | 08着 | 武豊     | 56.0 | 芝2400m（良） | 2:25.2（34.9）    | -0.8      | サトノノブレス         |
| 0000.02.23 | 小倉   | 小倉大賞典           | GIII     | 15   | 011.2           | 0（6人）        | 06着 | 吉田隼人 | 56.0 | 芝1800m（良） | 1:45.8（34.6）    | -0.5      | ラストインパクト       |
| 0000.04.13 | 福島   | 福島民報杯           | OP       | 16   | 006.7           | 0（3人）        | 05着 | 古川吉洋 | 56.0 | 芝2000m（良） | 1:59.0（35.7）    | -0.6      | レッドレイヴン         |
| 0000.06.01 | 東京   | 目黒記念             | GII      | 16   | 032.4           | （12人）        | 02着 | 古川吉洋 | 56.0 | 芝2500m（良） | 2:31.0（34.4）    | -0.0      | マイネルメダリスト     |
| 0000.07.20 | 函館   | 函館記念             | GIII     | 17   | 007.1           | 0（2人）        | 01着 | 古川吉洋 | 56.0 | 芝2000m（良） | 2:00.1（36.0）    | -0.1      | （ダークシャドウ）     |
| 0000.08.24 | 札幌   | 札幌記念             | GII      | 14   | 021.5           | 0（6人）        | 04着 | 古川吉洋 | 57.0 | 芝2000m（良） | 2:00.1（36.5）    | -1.0      | ハープスター           |
| 0000.11.02 | 東京   | 天皇賞（秋）         | GI       | 18   | 119.3           | （16人）        | 04着 | 古川吉洋 | 58.0 | 芝2000m（良） | 1:59.9（34.3）    | -0.2      | スピルバーグ           |
| 2015.01.04 | 中山   | 中山金杯             | GIII     | 17   | 005.5           | 0（3人）        | 14着 | 古川吉洋 | 57.5 | 芝2000m（良） | 1:59.2（34.8）    | -1.7      | ラブリーデイ           |
| 0000.02.21 | 東京   | ダイヤモンドS        | GIII     | 16   | 006.9           | 0（4人）        | 15着 | 田辺裕信 | 57.5 | 芝3400m（良） | 3:37.4（40.2）    | -5.5      | フェイムゲーム         |
| 0000.03.28 | 中山   | 日経賞               | GII      | 12   | 053.3           | （11人）        | 12着 | 北村宏司 | 57.0 | 芝2500m（良） | 2:32.8（37.1）    | -2.6      | アドマイヤデウス       |
| 0000.04.12 | 福島   | 福島民報杯           | OP       | 15   | 036.0           | （11人）        | 12着 | 藤懸貴志 | 59.0 | 芝2000m（良） | 2:00.7（36.5）    | -1.6      | マイネルフロスト       |
| 0000.07.19 | 函館   | 函館記念             | GIII     | 16   | 011.9           | 0（6人）        | 10着 | 古川吉洋 | 57.0 | 芝2000m（良） | 2:00.7（37.0）    | -1.6      | ダービーフィズ         |
| 0000.09.06 | 新潟   | 新潟記念             | GIII     | 18   | 068.3           | （14人）        | 05着 | 田辺裕信 | 57.0 | 芝2000m（稍） | 1:58.9（34.3）    | -0.7      | パッションダンス       |
| 0000.11.08 | 東京   | アルゼンチン共和国杯 | GII      | 16   | 047.7           | （12人）        | 08着 | 古川吉洋 | 57.0 | 芝2500m（重） | 2:34.9（34.5）    | -0.9      | ゴールドアクター       |

## 血統表
| ラブイズブーシェの血統            | ラブイズブーシェの血統                               | ラブイズブーシェの血統   | （血統表の出典）         | （血統表の出典） |
| 父系                              | サンデーサイレンス系                                 | サンデーサイレンス系     | サンデーサイレンス系     | [ § 2 ]          |
| 父 マンハッタンカフェ 1998 青鹿毛 | 父の父*サンデーサイレンス Sunday Silence 1986 青鹿毛 | Halo                     | Hail to Reason           | Hail to Reason   |
| 父 マンハッタンカフェ 1998 青鹿毛 | 父の父*サンデーサイレンス Sunday Silence 1986 青鹿毛 | Halo                     | Cosmah                   |                  |
| 父 マンハッタンカフェ 1998 青鹿毛 | 父の父*サンデーサイレンス Sunday Silence 1986 青鹿毛 | Wishing Well             | Understanding            | Understanding    |
| 父 マンハッタンカフェ 1998 青鹿毛 | 父の父*サンデーサイレンス Sunday Silence 1986 青鹿毛 | Wishing Well             | Mountain Flower          |                  |
| 父 マンハッタンカフェ 1998 青鹿毛 | 父の母*サトルチェンジ Subtle Change 1988 黒鹿毛      | Law Society              | Alleged                  | Alleged          |
| 父 マンハッタンカフェ 1998 青鹿毛 | 父の母*サトルチェンジ Subtle Change 1988 黒鹿毛      | Law Society              | Bold Bikini              |                  |
| 父 マンハッタンカフェ 1998 青鹿毛 | 父の母*サトルチェンジ Subtle Change 1988 黒鹿毛      | Santa Luciana            | Luciano                  | Luciano          |
| 父 マンハッタンカフェ 1998 青鹿毛 | 父の母*サトルチェンジ Subtle Change 1988 黒鹿毛      | Santa Luciana            | Suleika                  |                  |
| 母 ローリエ 1996 芦毛             | 母の父メジロマックイーン 1987 芦毛                   | メジロティターン         | メジロアサマ             | メジロアサマ     |
| 母 ローリエ 1996 芦毛             | 母の父メジロマックイーン 1987 芦毛                   | メジロティターン         | *シェリル                |                  |
| 母 ローリエ 1996 芦毛             | 母の父メジロマックイーン 1987 芦毛                   | メジロオーロラ           | *リマンド                | *リマンド        |
| 母 ローリエ 1996 芦毛             | 母の父メジロマックイーン 1987 芦毛                   | メジロオーロラ           | メジロアイリス           |                  |
| 母 ローリエ 1996 芦毛             | 母の母ナカミシュンラン 1987 鹿毛                     | *モガミ                  | Lyphard                  | Lyphard          |
| 母 ローリエ 1996 芦毛             | 母の母ナカミシュンラン 1987 鹿毛                     | *モガミ                  | *ノーラック              |                  |
| 母 ローリエ 1996 芦毛             | 母の母ナカミシュンラン 1987 鹿毛                     | ナカミサファイヤ         | *ボールドリック          | *ボールドリック  |
| 母 ローリエ 1996 芦毛             | 母の母ナカミシュンラン 1987 鹿毛                     | ナカミサファイヤ         | トシマサントス           |                  |
| 母系(F-No.)                       | シスターサリー系(FN:1-l)                             | シスターサリー系(FN:1-l) | シスターサリー系(FN:1-l) | [ § 3 ]          |
| 5代内の近親交配                   | なし                                                 | なし                     | なし                     | [ § 4 ]          |
| 出典                              | 1. 2. 3. 4.                                          | 1. 2. 3. 4.              | 1. 2. 3. 4.              | 1. 2. 3. 4.      |

- 3代母ナカミサファイヤは新潟記念優勝のほか、優駿牝馬2着の実績があり、産駒にクイーンカップ優勝馬ナカミジュリアンがいる。